# 3分ドキュメンタリー
『3分ドキュメンタリー』（さんぷんドキュメンタリー）は、2022年7月18日よりNHK総合テレビジョンで不定期放送されている教養番組である。

## 番組概要
当番組は、過去に『NHKスペシャル』などの教養ドキュメンタリー番組を3分間のダイジェストで紹介し、そのドキュメンタリーの珠玉の名場面を取り上げ、スタジオでドキュメンタリーラバーと呼ばれる著名人がその作品の感想文を述べ合うというものである。

### 放送開始の延期、不定期放送へ
2021年8月18日の22:30 - 23:00にパイロット版として放送された後、当初は、2022年4月から土曜日の18:05 - 18:43（近畿地方は『ほっと関西サタデー』を放送のため、火曜日23:50 - 24:28（=水曜日0:28））に『これって攻めすぎ!?世界旅行』と交互に随時放送する予定になっていた。
しかし、北京オリンピック閉幕直後の2月24日から起こっているロシアのウクライナ侵攻による影響を受け、当該時間帯（土曜日18:05 - 18:43）は、2022年4月2日 - 2023年3月25日の間、NHK BS1の『週刊ワールドニュース』の時差放送（近畿地方は17:10 - 18:00〈スポーツ中継や特番時は10:30 - 11:20〉に先行放送、7月下旬ごろからは翌日0:25 - 1:03に遅れ放送）を行っていた。
このため、両番組とも放送開始が延期となっていた（近畿地方での遅れ放送も実施されず、当該枠は近畿地方では再放送が休止となる『アナザーストーリーズ 運命の分岐点』が同時放送されていた）。
その後、2022年7月から不定期で放送されることが発表された。
初回放送は、2022年7月18日（海の日）の18:05 - 18:43に行われた。第2回放送は、2022年10月10日（スポーツの日）の18:05 - 18:43に行われた。

## 出演

### パイロット版
- 司会:高山一実（放送当時:乃木坂46、現:タレント）
- ドキュメンタリーラバー:東野幸治、加藤シゲアキ、吉谷彩子

### 2022年度
- 司会:髙橋ひかる[4]
- ドキュメンタリーラバー:東野幸治、加藤シゲアキ、高梨臨（2022年7月18日）、西田尚美（2022年10月10日）[4]